# Les Jardins de Paris
Pour plus de détails, voir Fiche technique et Distribution.
Les Jardins de Paris est un court métrage-musical français d'Alain Resnais sorti en 1948

## Fiche Technique
- Réalisation : Alain Resnais
- Scénario : Roland Dubillard
- Tourné en France
- Format : Couleur (Technicolor)
- Durée : 39 minutes

## Distribution
- Eddie Gaillard
- Paul Hammond